# Ценські герба Помян

Помян (герб)

Ценські герба Помян (пол. Cieńscy herbu Pomian) — польський шляхетський рід. Прізвище походить від назви родового села Ценя у Польщі). Протягом 18 — 20 століть були дідичами великих маєтностей у Галичині. Згідно з Северином Уруським — одного походження з родом Лубенських.

## Історія
Рід відомий із 15 століття, проте дані до 18 століття уривчасті та непевні. За родинними переказами, вихідець із Цені (у Серадзькому повіті) Марціан Ценський наприкінці 16 століття начебто був командиром польського підрозділу на службі в молдавських господарів у Яссах, де одружився з Теофілею Могилянкою — дочкою великого логофета Молдавського князівства Івана Могили, сестрою господаря Єремії Могили, рідною тіткою Петра Могили. В посаг (також начебто) отримав маєтки на терені Покуття.
Проте у 17 столітті Ценські герба Помян, належачи до середньозаможної шляхти, обіймали земельні посади та брали активну участь у політичному житті на батьківщині роду — у Великопольщі. Ян Ценський, королівський ротмістр з Серадзького воєводства, підписав елекцію 1648 року (тобто обрання королем Яна Казимира Вази). 
У середині 18 століття полковник польського війська Войцех Ценський — дідич Чернелиці та інших маєтностей, набув від Миколи Василя Потоцького Вікно. Останнім мешканцем Чернелицького замку був його син, також полковник Маврицій Юзеф Ценський. По смерті Мавриція родина перебралася до збудованої у 1816 році його сином Удальриком Миколаєм вікнянської садиби, а полишений єврейським орендарям замок почав занепадати, перетворюючись на руїну.

### Дідичі Вікна (1816–1939)
При переїзді до Вікна Ценські перевезли з Чернелицького замку унікальну мистецьку галерею (твори Кранаха, Рубенса, ван Реймерсвале, Рафаеля, Менґса тощо), книгозбірню та архів. Біля нової садиби було закладено парк із оранжереєю.

## Персоналії
- Ярослав з Цені
  - Станіслав, студент Краківського університету

- Кшиштоф, жив у середині XV ст., його сини згадані 1591
  - Ян, опікун синів брата Пйотра
    - Ян

  - Марцін
  - Лукаш
  - Пйотр
    - Пйотр
    - Войцех, дружина Ядвіга Тшебіцька, сестра краківського єпископа
      - Каспер — декан краківський РКЦ, адміністратор Краківської дієцезії після смерті вуя-єпископа[7]
      - Станіслав — канонік гнезненський 1665, краківський 1675
      - Марцін — гусарський товариш, серадзький хорунжий 1679
      - Макарій[8]

- Марціан[джерело?]
- Ян[7]  — королівський ротмістр[джерело?]
- Марцін
  - Войцех
    - Марцін (Marcin Cieński z Cieni[pl], †1703) — сєрадзький хорунжий, підкоморій
      - Мацей

    - Станіслав
    - Алекси (†1683, Львів) — монах, капелан, помер від інфекційної хвороби
    - Марціян[джерело?]
      - Войцех — стольник брацлавський, полковник[8], 1709 написав заповіт[9]
        - Станіслав — стольник брацлавський (1712, після смерті батька), полковник, дружина Анна з Черних[8]
        - Войцех, син Констанції з Рущиців, 1735-го ротмістр легкої корогви у полку великого коронного гетьмана, жидачівський мечник 1761, дружина Францішка Глуховська (Głuchowska)
          - Маврицій Юзеф — хорунжий коронного війська, дідич Чернелиці, Вікна та інших, 1783 року вилегітимізувався зі шляхетства у Львівському гродському суді; дружина Теофіля Бахміньська
            - Удальрик Миколай (1790—1872, Вікно), дружина Юлія Дзешковська (Dzierzkowska)[9]
              - Людомір (Ludomir[pl]), дружина Магдалена Йордан
                - Станіслав
                - Казімеж, дружина Марія Городиська
                - Лешек (пол. Leszek Cieński, 1851[10]—1913) — польський політик, посол до Галицького Сейму[джерело?]
                - Тадеуш Целестин[10]  (пол. Tadeusz Celestyn Cieński; 6 квітня 1856 — 3 листопада 1925) — галицький польський політик та громадський діяч. Сенатор II Речі Посполитої.[джерело?]
                  - Ян (пол. Jan Cieński; 7 січня[11] 1905, Пеняки — 26 грудня 1992, Золочів) — польський релігійний діяч, священик, єдиний (таємний) єпископ латинського обряду на території України в радянські часи.

              - Ольга, дружина графа Людвіка Козебродського

            - Модеста, дружина Антонія Вибрановського[9]

      - Миколай — військовик

- Ружа — дружина Александера Ґнєвоша, дідича Золотого Потоку, кузина кс. Яна[12]

- Марцін — серадзький хорунжий та підкоморій, перша др. Ядвіга Конєцпольська, воєводичка парнавська, друга др. — Ядвіга з Буженіна
  - Каспер (?—1750) — надвірний коронний ловчий, дружина Евфрозина з графів Тарновських, завихостська каштелянка
    - Антоній — взяв у заставу в Морштинів поселення Рафаловіце (Rafalowice) та Філіповіце (Filipowice)
    - Казімеж (?—1818) — дідич поселень Рафаловіце та Філіповіце, 1802 набув Войславіце (Wojsławice); 1766 року за дозволом короля викупив Звенигородське староство у Пісажовського (Pisarzowski)
      - Станіслав (1777—1816), дружина Моніка Лось
        - Северина — дружина Пеньчиковського
        - Аполінарій — член Галицького станового сейму, др. Юзефа з графів Шембеків, помер бездітним

## Резиденції
- Двір у Вікні
- Палац у Пеняках
- Чернелицький замок

## Світлини

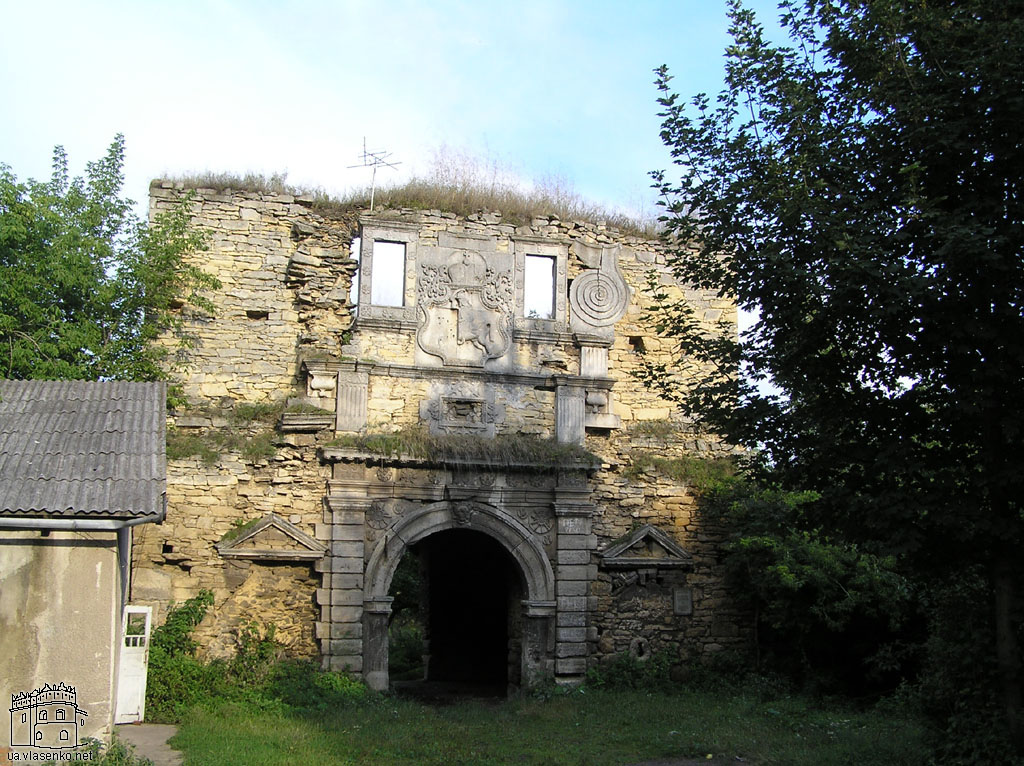
Брама Чернелицького замку
Двір Ценських у Вікні перед 1939 роком
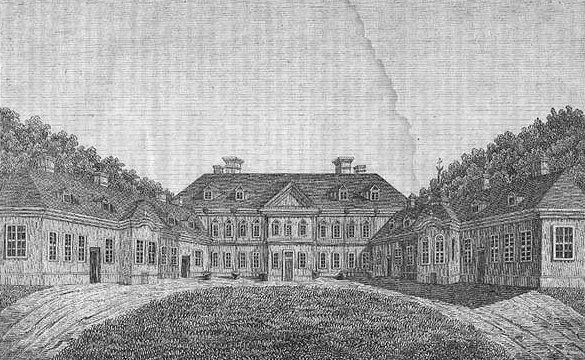
Палац у Пеняках. Малюнок 1848 року
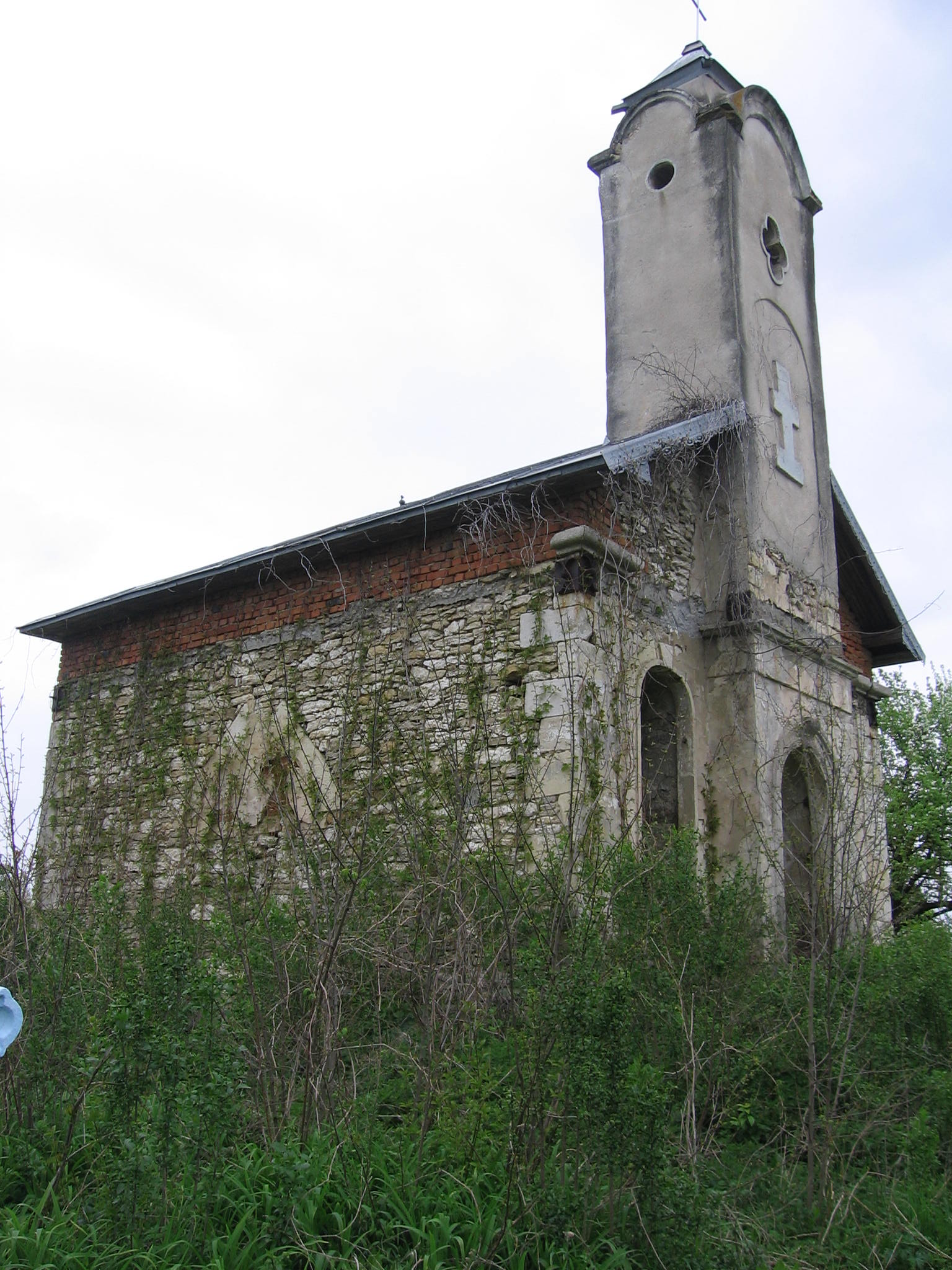
Усипальниця Ценських